# 가상 아이돌
가상 아이돌(假想 Idol)은 실존하는 인물이 없는 가상의 아이돌을 가리킨다. 넓은 의미의 가상 아이돌은 미소녀 캐릭터 전반을 가리키기도 하지만, 최근에는 남성 가상 아이돌 또한 등장하고 있다. 특히, 조형 과정에서 3차원 컴퓨터 그래픽스를 사용한 것은 CG 아이돌, 가상현실 아이돌(VR 아이돌) 등으로 불리기도 한다.

## 개요
가상 아이돌은 그림, 애니메이션, 컴퓨터 그래픽스 등 다양한 수단으로 형성되어, 인터넷을 포함한 가상 공간이나 때로는 현실 공간에서도 아이돌(아이돌 가수나 그라비아 아이돌 등)처럼 활동하거나, 혹은 아이돌처럼 취급되는 캐릭터를 일컫는다.
'가상 아이돌'이라는 말은 일본식 영어 '버추얼 아이돌(バーチャルアイドル, virtual idol)'의 역어이다. '버추얼 아이돌'이라는 말은 가상현실(virtual reality)이라는 개념이 일반에 알려지기 시작한 1990년대부터 사용되기 시작했다.영어 'virtual'의 본래 의미인 '사실상의, 거의 …과 다름없는', 그리고 여기에서 파생된 '컴퓨터를 이용하여 현실에 실체가 있는 것의 본질적인 부분을 가상적으로 구축한'과는 달리, 일본에서는 'virtual'의 의미를 '가공의'라는 뜻으로 이해하였다. 이에 따라, '버추얼 아이돌'은 실재하지 않는 아이돌, 애니메이션이나 게임에 등장하는 미소녀 캐릭터를 의미하는 조어로 사용되기에 이르렀다.
애니메이션이나 게임에 등장하는 가공의 미소녀들이 연이어 아이돌화되기 시작한 것은 1990년대에 이르러서였다. 1996년에는 예능 사무소에서 3차원 CG를 사용하여 만든 가상 아이돌도 등장하였다. 1990년대 말부터 2000년대 초반에 걸쳐 개인용 컴퓨터가 고성능화되고 인터넷이 보급되면서, 일반 개개인이 3차원 CG 응용 프로그램을 이용해 가상 아이돌을 만들어 내려는 움직임도 나타났다. 2000년대에는 인터넷 아이돌의 가상판인 '가상 인터넷 아이돌'도 탄생하였다. 2005년에는 아이돌 그룹의 프로듀싱을 시뮬레이션할 수 있는 아케이드 게임 《THE IDOLM@STER》가 발표되어 크게 유행하였다. 2007년에는 가상 이이돌 가수를 프로듀싱한다는 컨셉트로, 가성 합성 소프트웨어인 《캐릭터 보컬 시리즈 01 하츠네 미쿠》가 등장하였으며, 그 캐릭터인 '하츠네 미쿠'는 세계적으로 큰 인기를 끌고 있다.
가상 아이돌은 살아 숨쉬는 인간의 한계를 넘어 노래나 동영상, 사진집 등 관련 미디어를 다양하게 전개할 수 있다. 하지만 대중에게 수용되기 위해서는 동인계의 2차 창작 등 수용층의 자유로운 활동을 허용하는 등 유연하게 대처하는 것이 필요하다. 또한 일방통행형 매체보다는 조작의 폭이 넓은 게임 등의 쌍방향 매체가 선호된다. 가상 아이돌과의 더욱 자유롭고 농밀하게 교류할 수 있기 때문에 쌍방향 매체가 더욱 우위에 서는 것이다.

## 역사

### 등장 이전
실재하지 않는 엔터테이너의 가능성을 처음으로 보여 준 것은 미국의 대중음악 프로듀서 돈 커시너(Don Kirshner)가 1969년 창조한 가상의 밴드 '아치스(The Archies)'였다. 텔레비전 애니메이션 시리즈를 기반으로 만들어진 이 밴드의 싱글곡 'Sugar, Sugar'는 세계적으로 큰 히트를 기록했다. 아치스의 구성원들은 애니메이션에서 새롭게 창조된 캐릭터로 실재하는 인물을 모델로 하지 않았으나, 노래를 부르고 악기를 연주하는 등의 실제 라이브는 여전히 실존 인물들이 담당하였다. 아치스의 시도는 이후 가상 밴드인 고릴라즈를 비롯하여, 일본 TV 애니메이션을 기반으로 한 가상의 밴드 'ENOZ'(스즈미야 하루히의 우울), '방과 후 티타임'(케이온!) 등으로 이어진다고 보기도 한다.
가상 아이돌이라는 표현이 주목받기 이전에 등장한 캐릭터 중에서도 아이돌적 요소를 가진 캐릭터는 존재해 왔다. 애니메이션 《초시공요새 마크로스》(1982년 ~)의 히로인 '린 민메이'나, 라디오 방송 《이주인 히카루의 올나잇 일본(伊集院光のオールナイトニッポン)》에서 태어난 '하가 유이(芳賀ゆい)' 등이 대표적인 가상 아이돌로 꼽힌다.
린 민메이는 애니메이션 《초시공요새 마크로스》에 등장하는 가공의 아이돌 가수로, 작중에서 사용된 노래가 일반 아이돌 가요로 판매되었으며 오리콘 차트에도 진입했다. 그 밖에도 작중에 등장하는 캐릭터 상품 '걸어다니는 민메이 인형'이 실제로 발매되거나, 민메이가 DJ를 담당하는 라디오 방송이라는 설정으로 구성된 LP 레코드가 발매되는 등, 훗날 가상 아이돌의 활동이나 전개를 앞지르는 양상을 보였다.
하가 유이는 1989년 11월 이주인 히카루가 라디오 방송에서 한 다음의 발언이 시발점이 되었다. “‘하가유이(歯がゆい, 일본어로 ‘성에 차지 않는, 답답한’이라는 뜻)”라는 이름의 아이돌이 있다면 재미있겠다”는 말에서 출발하여, 청취자들의 사연 엽서를 받아 기본 설정과 목격 정보를 구축해 나가는 방식으로 이상적인 아이돌상을 만들어냈다. 현실에서의 활동은 이듬해인 1990년부터 이루어졌으며, 노래 담당/사진매체 담당/악수회의 손 담당 등을 복수의 여성이 분담하는 방식으로 전개되었다. 하가 유이를 만들어낼 때의 방법론과 실제 활용은 후일의 가상 아이돌에게도 영향을 미치고 있다.
또한, SF 작품 가운데 작품 안에서 가상 아이돌을 그리고 있다는 평을 받는 작품들도 있다. 윌리엄 깁슨의 소설 《아이도루》(원제: Idoru, 1996년) 등에서 등장하는 ‘토에이 레이(投影麗)’, 애니메이션 《메가존 23》(1985년)에 등장하는 ‘토키마츠리 이브(時祭イヴ)’, 《마크로스 플러스》(1994-1995년)에 등장하는 ‘샤론 애플’ 등이 주로 꼽힌다.
한편, 일본에서 개인용 컴퓨터로 구동되는 미소녀 게임의 존재는 ’가상 아이돌’이라는 용어가 단순히 미소녀 캐릭터를 가리키는 의미로 변화하는 과정에 큰 영향을 끼쳤다.

### 등장
1993년 2월, 코나미가 컴퓨터 게임 《트윈비》 시리즈의 히로인 ‘윈비’를 가상 아이돌로 육성하는 계획인 ‘윈비 국민적 아이돌화 계획’을 개시하였다. 팬클럽을 조직하고, 회보지를 발행하고, 라디오에 출연하거나 오리지널 앨범을 발매하는 등 다양한 활동이 이루어졌다. 1994년 11월 10일에는 가상 아이돌 전문지인 《Virtual IDOL》도 창간되었다. 또한 1994년에는 코나미가 연애 시뮬레이션 게임인 《도키메키 메모리얼》을 발매하였다. 메인 히로인인 후지사키 시오리 등이 가상 아이돌로 큰 인기를 끌었으며, ‘가상 아이돌’이라는 말이 세간에 침투하기 시작했다.
1990년대는 ‘아이돌의 겨울’이라고 불릴 만큼 종래의 아이돌로서의 자세가 부정적으로 받아들여지던 시대였다. 하지만 그러한 가운데에서도 서서히 성우가 아이돌화하기 시작했는데, 그들은 가상 아이돌에서 유일하게 실재하는 부분을 담당한 까닭에 캐릭터의 인기와 더불어 지지를 늘려 나갔다. 그러한 성우들 중에는 오미무라 마유코처럼 실체를 갖지 않는 가상 아이돌 성우로 등장했다가, 도중부터 실체를 갖는 일반적인 아이돌 성우로 노선을 변경한 사례도 있다.
2000년대에는 애니메이션 《너스위치 코무기짱 매지카르테》의 작중 아이돌인 나카하라 코무기가 가상의 콘서트 실황을 수록한 ‘라이브 앨범’을 발매하였다.

### 3차원 CG와 가상 아이돌
1986년에 발매된 3차원 CG 프로그램인 《Shade》에 참고사례로 동봉된 가토 나오유키의 작품 ‘침묵하는 소녀’가 3차원 CG 아이돌의 원류로 지적된다. 또한, 1996년 영국의 코어 디자인에서 제작한 액션 게임 《툼 레이더 시리즈》의 주인공 라라 크로프트 또한 3차원 가상 아이돌의 시대를 연 중요한 캐릭터로 꼽힌다.
1996년 호리프로가 3차원 CG로 제작한 다테 쿄코를 대대적으로 등장시켰다. 호리프로 창립 35주년을 기념해 발표된 다테 쿄코는 데뷔곡 'Love Communication'을 비롯하여 한국에서도 1999년 DiKi라는 이름으로  <Between>이라는 앨범을 발매하는 등 의욕적인 전개를 보였으나,동시대에 엄청난 인기를 끈 후지사키 시오리에 밀려 인기를 끌지 못하고 점차 사장되어 갔다. 2007년에는 세컨드 라이프의 아바타로 등장하기도 하였으나, 세컨드 라이프 자체의 부진에 의해 반향을 일으키지 못하였다.
하지만 다테 쿄코의 등장은 3차원 모델링을 이용한 사이버 연예인이 속속 등장하는 계기가 되었다. 한국에서는 다테의 데뷔 후 2년이 지난 1998년 초에 (주)아담소프트에서 발표한 사이버 가수 '아담'이 큰 인기를 끌었다. 데뷔곡 '세상에는 없는 사랑'은 수록 음반의 판매량이 20만 장을 기록하였으나, 이어 발표된 2집은 크게 실패하였다. 당시 기술로는 아담을 움직여 팬과 소통하거나 가요 프로그램에 출연하게 하려면 천문학적인 비용이 소요되었기 때문에, 팬들과의 효과적인 교류가 일어나지 못하였던 것이 실패의 원인으로 지목된다. 한편, 아담의 성공에 고무되어 후발 주자들이 '류시아'(1998), '사이다' 등의 사이버 가수를 내놓았지만, 이들은 아담만큼의 성공을 얻지 못하고 곧 사라졌다.
1998년에는 만화가 쿠츠기 켄이치가 인터넷에서 ‘테라이 유키’를 발표하며 2차 창작까지 허용함으로써 인기를 끌었다. 테라이 유키의 경우,  아이돌 산업에서 전통적으로 판매되던 뮤직 비디오, CD, DVD, 인쇄물 외에도, 이러한 상품들을 만들 때 사용된 디지털 데이터를 직접 판매하는 시도를 하였다.이것은 실재하는 아이돌에게서는 불가능한 새로운 상업화의 한 갈래였다. 소비자들은 테라이 유키의 데이터를 구매함으로써, 사전 생산되어 고정된 이미지를 소비하는 기존의 아이돌 굿즈와는 달리 자신들이 원하는 대로 모습을 바꾸거나 굿즈를 생산할 수 있는 2차 창작의 기회를 얻은 것이다.  그 무렵까지 3차원 컴퓨터 그래픽스는 부하가 너무 큰 탓에 전용으로 설계된 컴퓨터를 이용해 만들었지만, 개인용 컴퓨터의 성능이 향상되면서 서서히 개인용 컴퓨터에서 3차원 그래픽스를 작성할 수 있게 되었다. 이에 따라 인터넷상에서 개인이 제작한 가상 아이돌이 다수 발표되었으며, 1999년에는 사실적인 묘사가 두드러지는 ‘페이페이’가 발표되어 인기를 끌었다.
2011년에는 AKB48의 신인으로 등장한 에구치 아이미가 다른 AKB 멤버를 바탕으로 합성한 CG라는 사실이 밝혀져 비판을 뒤집어쓰는 사건도 있었다. 하지만 이것은 한 번 봐서는 실재하는 아이돌과 구별이 가지 않을 만큼 정교하게 만들어졌다는 의미이기도 하였다. 에구치는 에자키 글리코의 신상품 빙과류를 광고하기 위해 계획되었는데, 해당 빙과류의 특설 홍보 사이트에서는 소비자들이 직접 자신만의 AKB 멤버를 합성해 보는 프로그램도 제공하였다.

### 가상 아이돌 육성 게임과 미디어 믹스
가장 초기의 미소녀 육성 게임으로는 1984년에 발매된 《Emmy》가 있다. 1991년의 《프린세스 메이커》를 거쳐서, 1992년의 《졸업 ~Graduation~》의 캐릭터는 노래, 드라마 CD 등을 다수 발표하였다. 아울러, 같은 시스템을 채용한 《탄생 ~Debut》(1993)에서는 직접 아이돌의 육성을 다루었다.
2005년에는 아이돌을 프로듀싱하면서 그 모습을 3D로 감상할 수 있는 아케이드 게임 《THE IDOLM@STER》가 등장하였다. 가상의 프로덕션에서 아이돌을 스카우트하고 커뮤니케이션을 통해 소통하는 이 게임은 아케이드에서는 처음 시도되는 아이돌 육성 시뮬레이션이었다. '프로듀서'로 통칭되는 유저들은 아이돌을 직접 키우면서 '아이돌을 소유하는'ㅎ느낌을 받을 수 있었으며, 오타쿠 문화와 결합하여 수많은 2차 창작물을 생산하는 등 활발하게 컨텐츠를 소비하기 시작했다. 이후 XBOX 360, PlayStation 등 다른 콘솔 플랫폼으로 발매 영역을 넓혔으며, 작중 아이돌들이 부른 노래가 실제 CD로 발매되고 성우들이 이를 직접 피로하는 라이브 공연도 이루어졌다. 게임을 원작으로 하여 2011년에 방영된 TV 애니메이션이 큰 히트를 치면서 신규 팬이 대거 유입되었고, 이후에도 《아이돌 마스터 디어리 스타즈》, 《아이돌 마스터 신데렐라 걸즈》, 《아이돌 마스터 밀리언 라이브!》, 《아이돌 마스터 사이드 M》 등 다양한 산하 프랜차이즈를 발표하며 활발하게 미디어 믹스를 전개하고 있다.
아이돌 마스터 시리즈의 성공은 미디어 믹스를 기반으로 한 가상 아이돌 산업이 서브컬처 산업의 중심에 자리잡는 기폭제 역할을 하였다. 스쿨 아이돌을 소재로 한 《러브라이브! School idol project》는 2010년6월30일에 프로젝트를 시동한 이후 일본을 넘어 전 세계적으로 선풍적인 인기를 끌었으며, 독자 투고와 유저 투표의 결과를 실제 운영에 반영하는 방식을 채택하여 가상 아이돌과 팬층 간의 새로운 교류 방법을 만들어 냈다. 여아용 게임기 시장을 공략한 《아이카츠!》(2012년 발표), 《프리티 리듬》 시리즈(2010년 발표) 등은 주소비층인 여자 아동들뿐 아니라 오타쿠 계층에서도 인기를 끌고 있으며, 2014년에 스마트폰용 애플리케이션으로 발매된 《Tokyo 7th 시스터즈》는 아이돌 육성과 리듬 게임의 양식을 조합하여 빠르게 시장에 파고들고 있다.
최근에는 가상 아이돌 시장에서 여성 소비자의 영향력이 커지면서, 여성을 타겟으로 하여 남성 아이돌과의 관계에 치중한 미디어 믹스도 다수 등장하고 있다. 2010년 PSP용 타이틀로 처음 발매된 오토메 게임 《노래의☆왕자님♪》은 매력적인 여러 명의 남성 아이돌과의 연애를 시뮬레이션할 수 있는 게임으로, 작중 등장인물들의 노래가 싱글로 발매되고, TV판 애니메이션으로 만들어지는 등 여성 소비자의 큰 지지를 받았다. 반다이 남코의 아이돌 마스터 프랜차이즈 중 하나인 《아이돌 마스터 사이드 M》은 기존의 아이돌 마스터 시리즈와 마찬가지로 예능 사무소의 프로듀서로서 여러 가지 사정으로 아이돌이 된 남성들을 프로듀싱하는 시스템을 채택하고 있다. 또한 2015년에 발매된 스마트폰용 소셜 게임 《앙상블 스타즈!》도 기존의 시장에 성공적으로 진입하며 남성 가상 아이돌 시장에서 한 축을 담당하고 있다.

### DTM(Desktop Music) 소프트웨어에서의 가상 아이돌
DTM 소프트웨어에서 태어난 가상 아이돌로는 크립톤 퓨처 미디어의 《캐릭터 보컬 시리즈》 제1탄으로 2007년 8월 31일 등장한 '하츠네 미쿠'가 있다. 이 프로그램은 성우 후지타 사키의 음성 데이터베이스를 기반으로, 사용자가 가사와 MIDI 악곡 데이터를 패러미터로 지정하면 이것을 해석하여 캐릭터인 하츠네 미쿠가 '노래를 부르는' 소프트웨어로, DTM 소프트웨어로는 이례적인 판매 부수를 기록하였다.
니코니코 동화와 같은 동영상 투고 사이트에는 DTM 소프트웨어로 하츠네 미쿠를 사용하거나, 혹은 가상 아이돌로 하츠네 미쿠를 그린 동영상이 대거 투고되었다. 신문이나 텔레비전 방송 등의 미디어에서 특집을 꾸미거나, 하나의 사회 현상으로 경제계 등에서 주목을 모으는 등 하츠네 미쿠의 인기는 대단했다. 또한, 가수로서 시판되는 소프트웨어의 이미지송을 단독으로 부르고 실재하는 음악가와 협업하기도 하며, 스크린상의 애니메이션이나 3차원 홀로그래피를 이용한 라이브를 국내뿐 아니라 해외에서도 여러 번 개최하며 전 세계적으로 화제를 불러일으켰다.
하츠네 미쿠의 성공은 이전에 발매되었던 다른 보컬로이드 시리즈인 MEIKO와 KAITO를 재발굴했을 뿐만 아니라, 다른 보컬로이드들의 연이은 후속 발매로도 이어졌다. 오늘날 서브컬처계에서 보컬로이드 캐릭터들은 가상 아이돌의 한 형태로서 다양하게 소비되고 있다.

## 같이 보기
- 컴퓨터 그래픽스
- 3차원 컴퓨터 그래픽스
- 성우
- 가공의 가수

### 내용주
1. ↑  20세기 말에는 영어권에서도 사용되기 시작했다. 일례로, 일본의 아이돌 문화를 다룬 Galbraith & Karlin(2012)의 책에서는 한 장을 할애하여 가상 아이돌(virtual idol)을 다루고 있다.
2. ↑  1994년에서 1997년까지 도쿠마 쇼텐 인터미디어에서 발행했던 게임 잡지 《Virtual IDOL》에서는 '버추얼 아이돌'이라는 표현을 게임에 등장하는 여성 캐릭터를 가리킬 때 사용하면서도, 애니메이션에 등장하는 여성 캐릭터를 포함하는 표현이라고도 설명하고 있다. 1999년에 아스키에서 출판한 서적 《환상 미소녀 컬렉션(부제: Virtual idol collection)》은 애니메이션이나 게임에 등장하는 여성 캐릭터들을 소개하는 구성으로 되어 있다(일본어 위키백과 バーチャルアイドル 항목의 2016년 4월 1일 07:57 버전을 참조하였습니다).
3. ↑  1994(헤이세이 6)년 발매된 연애 시뮬레이션 게임 《도키메키 메모리얼》은 각종 게임기판을 통틀어 130만 장이 팔렸다. (중략) 열두 명의 아이돌 중 가장 인기를 끄는 것은 후지사키 시오리로, 가수로 데뷔하여 CD를 발매하기에 이르렀다. 그 밖에도 라이도 방송의 DJ '다테 쿄코', 가라오케 안내인 '제니', 드라마 '에반게리온'의 히로인 아야나미 레이에게 뜨거운 마음을 품고 있는 남자들이나, 아이돌의 축소 모형 피교어를 고가에 거래하는 남자들이 있기에, 가공현실의 미소녀(버추얼 아이돌)은 더욱 다양화에 박차를 가할 것으로 보인다. - 《현대용어의 기초지식 1998》, 지유코쿠민샤(自由国民社), 1997년 11월, ISBN 978-4426101169. (본 주는 일본어 위키백과 バーチャルアイドル 항목의 2016년 4월 1일 07:59판의 것을 번역한 것입니다)
4. ↑  하가 유이와 후지사키 시오리의 성공과 다테 쿄코의 불발이 의미하는 바는 크다. 하가 유이에게는 심야 라디오의 청취자, 후지사키 시오리에게는 연애 시뮬레이션 게임의 유저라는 기존의 지지층 그룹이 있었다. 다테 쿄코에게는 그것이 존재하지 않았다. 하츠네 미쿠의 경우, 인터넷의 동영상 투고 사이트가 그 역할을 수행하고 있는 것이라고 본다. 말하자면 실존하지 않는 아이돌은 일종의 미디어(매체)로 기능하며, 팬, 즉 유저들의 커뮤니케이션 공간이야말로 주역이라 할 수 있는 것이다. - 나카모리 아키오(中森明夫), <하츠네 미쿠와 '존재하지 않는 것의 미학'>, 《유리이카 2008년 12월 임시증간호》, pp.180-181.(일본어 위키백과 バーチャルアイドル 항목의 2016년 4월 1일 07:57 버전을 참조하였습니다.)
5. ↑  다만, 명의는 성우이자 노래를 맡은 이지마 마리의 것으로 발표되었다. (일본어 위키백과 バーチャルアイドル 항목의 2016년 4월 1일 07:57 버전을 참조했습니다)
6. ↑  영화 《초시공요새 마크로스 사랑, 기억하고 있습니까》의 주제가 '사랑, 기억하고 있습니까'가 오리콘 싱글 주간 랭킹에서 최고 7위를 기록하였다. (일본어 위키백과 バーチャルアイドル 항목의 2016년 4월 1일 07:57 버전을 참조하였습니다.)
7. ↑  나중에 호리프로의 가상 아이돌 ‘다테 쿄코’의 프로듀싱을 담당한 호리 요시타카는 하가 유이의 기획 과정에도 도중부터 관여했으며, 그 때의 경험을 살려 다테 쿄코를 프로듀싱했다고 한다. 또한, 코나미의 ‘윈비 국민적 아이돌화 계획’에서도 하가 유이의 영향을 엿볼 수 있다는 지적도 있다.(일본어 위키백과 バーチャルアイドル 항목의 2016년 4월 1일 07:57 버전을 참조하였습니다.)
8. ↑  프로그램을 제작한 회사에서는 하츠네 미쿠와 같은 캐릭터를 '보컬 안드로이드', 'VOCALOID(보컬로이드)'라고 부른다.